# ラテンアメリカの日本人
『ラテンアメリカの日本人』（原題：The Japanese in Latin America ）は、2004年にイリノイ大学出版部から出版された研究書である。著者は Daniel M. Masterson 。また、 Sayaka Funada-Classen が日本語に関連する研究補助として執筆に参加している。

## 書籍概要
本書は、ラテンアメリカにおける規模の大きい日本人集団、及び、他のあまりよく知られていない日本人ディアスポラのすべてについて論じている。国別にみると、アルゼンチン、ボリビア、ブラジル、チリ、コロンビア、パラグアイ、ペルー、ウルグアイ、キューバ、ドミニカ共和国、メキシコにおける日本人と日系人について論じる。
本書の大部分がこれらの日本人グループの辿った歴史について書かれており、また、2004年時点の日本人コミュニティの現状についての情報も与えられている。 本書の記載は一次資料、オーラルヒストリー、二次資料に基づく。 さらに、著者 Masterson による公文書の研究、関係者へのインタビューもある。公文書のほとんどはアメリカ、メキシコ、ペルーのものである。資料の記載言語は英語、日本語、ポルトガル語、スペイン語に及ぶ。本書は Roger Daniels 編集の「アジア系アメリカ人の辿った軌跡（ "The Asian American Experience" ）」叢書の一冊である。
カリフォルニア大学サンディエゴ校の Takeyuki (Gaku) Tsuda の本書のレビュー(2004)によると、「現時点でラテンアメリカにおける日本人ディアスポラに関する最も包括的な概説書」であるという。同様に本書をレビューしたブリンマール大学の Ayumi Takenaka は、「それぞれ相異なるラテンアメリカ諸国への日本人移民を包括的に捉えようとした最初の試み」と書いた。
エモリー大学の Jeffrey Lesser は、本書がカリブ海諸国とラテンアメリカの研究者、アメリカ合衆国のエスニック・スタディーズの研究者双方にとって、有益な本であると評した。 Lesser によると、その理由は、前者、カリブ海諸国とラテンアメリカの研究者にとっては、彼らが「人種とエスニシティを、伝統的に単なる黒人と白人の問題として取り扱ってきた」からであり、後者、アメリカ合衆国の研究者にとっては、「ディアスポラ的経験がアメリカ合衆国だけに限定されるものではない理由を本書の注意深く実証的な研究から明らかになる」からである。

## 全体構成
The Japanese in Latin America は、時系列で説明する体裁を取っており、時代ごとに区切った章立てである。各章は、20世紀初頭、第二次世界大戦から1949年まで、1950年以降に分かれる。また、地理的区分にもわけて、各国ごとの各時代の説明をしている。カリフォルニア大学サンディエゴ校の Stephanie C. Moore は、本書が「（各国の日本人ディアスポラの）比較分析よりも歴史的な調査である」と指摘し、そのために本書が「幅広いトピックにわたって掘り下げることが可能になった」と評した。 Takenaka は、本書が「非常に多くの記述がある」一方、「出来事がどのように起き、またそれはなぜなのかということについての分析は少ない」点を指摘する。また、 Moore は、「著者が依拠した文献にむらがあるため」各国ごとにトピックの掘り下げの深度が異なる点を指摘した。
本書は、日本人がどのようにラテンアメリカに移民し、また、どのようにして移民先の国に適応したかについて論じる。また、彼らの子孫たちの人生を時系列に沿って語る。また、1980年代後半から、居住国で見つかる仕事よりも高い賃金の単純労働をするために日本へ移動した日系人についても解説を加える。
Takenaka によると、そのような仕事については「本書全体を通して、特にペルーにおける事情の説明が他国のものより詳細である」 Lesser によれば、著者 Masterson の研究動機に鑑みると、ペルーに焦点の多くが当たっていることについては「不思議ではない」という。 Lesser は、ペルーに焦点を当てたことは「賢い選択」だったと論じる。その理由の一つは、日系ペルー人に関する研究は、日系ブラジル人に関するものよりもずっと量が少ないからである。

### 各章の内容
本書は全9章からなる。第1章は、初期のアメリカ、カナダ、ハワイへの日本人移民についてである。第2章では、1800年代の日本社会を論じ、明治時代から日本人移民を制限した、1908年の日米間で取り決められた紳士協定までの時代を扱う。日本人移民らはアメリカへ行くことができなくなったので、ラテンアメリカへ移民し始める。第2章はラテンアメリカへの日本人移民の第一波についても論じる。第3章では、ラテンアメリカ諸国における日本人社会が1908年から1937年の間に形成され、ラテンアメリカにおいて大きい規模を持つコミュニティとなるまでを論じる。記述の焦点はブラジル、メキシコ、ペルーの各日本人社会にある。本章における日本人社会は、移民の第1世代と第2世代に属する。第4章は、1908年から1938年までのアルゼンチン、ボリビア、コロンビア、チリ、パラグアイ、キューバにおける日本人社会の形成を論じる。これらは前述の日本人社会と比べて小規模なグループであった。第5章は、第二次世界大戦がラテンアメリカにおける日本人社会に対して与えた衝撃を論じ、1938年から1952年までをカバーする。
第6章は、第二次世界大戦中の日系ペルー人に焦点を絞って論じる。本章は唯一、単一の国に特化した章である。第6章は、ペルーから強制的に追放されアメリカの強制収容所に収容された日系ペルー人に焦点を当てている。 本章で使用された一次資料は、公文書とオーラルヒストリーである。 Takenaka が主張するところによると、これは「とりわけ著者が採用した方法論の詳細な説明が全くないため、綿密な実地調査が実行されたのか、されたとしたらどの程度かが明らかではない」という。アメリカ合衆国政府は、同国に住む日系ペルー人に出自を持つ人々に対して一度も賠償をしたり公式な謝罪をしたことがないが（訳注：本書執筆当時）、そうであるからこそ、本書がペルーに焦点を当てたことが「賢明な選択」であったと Lesser が信じるゆえんである。 Takenaka は、本書の主題を「大きな知られざる物語」と表現した。 Lesser は、アジア系アメリカ人研究と研究の推移によって、拘禁された日系ペルー人に関する法的手続きの議論が「とりわけ有意義なことである」ことがわかったと述べた。
第二次世界大戦後の日本人たちが最後の3つの章の主題である。第7章は、1952年から1970年までの間の南アメリカにおける、既存の日本人コミュニティ、及び、新しくやってきた日本人について論じる。本章は戦後のアルゼンチン、ボリビア、パラグアイの日本人が住む集落に関する情報を含む。移民の多くは沖縄から来た人々であって、colonias と呼ばれる農村に居住した。また、移民の回帰についての情報も含む。第8章は、日系二世、三世について論じる。彼らはブラジル、メキシコ、ペルーで nikkei-jin と呼ばれる。また、経済的事情により日本へ行った日系人についても論じられる。第9章は、本書刊行当時における現在のラテンアメリカにおける日系人コミュニティについて論じる。 Tsuda は、ラテンアメリカにおける同時代の日系人コミュニティについての章が、「主に実際の人口調査データで満たされている」と述べた。最終章は、ページの半分を日系ペルー人についての議論に割かれている。

## 本書への反応
Lesserは、本書が「日本人と日系人がラテンアメリカ全土で経験した出来事の多様性に気付かせてくれるという点で意義深い」とする一方で、二点ほど「小さな問題」があるという。すなわち、「故郷 "homeland"」という言葉の使い方が、移民研究や民族学の専門家にとっては「不正確」なものになっている可能性があるという点と、ラテンアメリカ諸国の各国史の専門家が「重箱の隅をつつくような細かい議論をする」可能性があるという点である。しかしながらこれらの問題は「なんら本書の価値を損なうものではない」という。
Takenakaは、本書が「鋭い焦点を欠き」、さらに広範囲にわたって実地調査から得られたデータを用いるべきであったと述べ、「本書を通して散発的に主張されるイシューのいくつかにしぼって論じていれば、本書は（その主張が）さらに強まっていたであろう」と評した。しかしながら、彼女は、「複数の国への移民を体系的に分析するという困難な課題」に鑑みれば、著者が「使用されている言語が多岐にわたる膨大な量の資料をうまくまとめている」とした。そして、「複数の国への移民というトピックについて普遍的な説明を与えることに成功している」と評した。Takenaka はまた、「特に、本書は地理的にも歴史的にも広い範囲をカバーしており、幅広い資料を用いているため、駆け出しの研究者にとっては有益なものとなっている」と書いた。Tsuda は、本書が「地理的歴史的スコープ（の広さ）には感動を覚えるが、洞察のある比較分析と解釈にはいささか欠くものがある」と書いた。  Moore は、「 Masterson の叙述は時間的に前後し、また、地球規模で舞台が行きつ戻りつするため、ところどころで通読が途切れがちになる」ことを指摘する。そして「 Masterson は本書の中で新規な結論を明確に提示するには至っていない」けれども、本書が「専門特化型の研究者にとっても領域横断型の研究者にとっても、示唆に富む」ものであると評した。そして、本書の「広範囲にわたる記述」については、この記述があるがゆえに、「国をまたいだ分析がアジア系アメリカ人研究においてなされ、それらの研究がきたる学問に更なる深みと陰影を付加することへの動機づけとなる」と述べた。
デンバー大学の Michelle J. Moran-Taylor は、「細かい欠点
」はあるけれども、「全体として、ラテンアメリカにおける大小の日本人コミュニティ、また、異なる時代における日本人コミュニティ間の、類似点と相違点に関する著者の研究分析により、この特別な移民体験に対する総合的な理解が提供される」と述べた。ハリファクスの聖マリア大学の  Rosana Barbosa は、「本書は、ラテンアメリカ移民研究に適切に寄与している、また、いくつかのラテンアメリカ諸国への日本人の文化的、経済的、政治的貢献に関する研究にも適切な寄与をしている」と述べた。ヴィクトリア大学の  Carl Mosk は、「疑いなく今後、日本人移民研究を志す者はみな、本書を読みたくなるだろう。本書は色とりどりの（時代状況の）スケッチの上に、国家間の外交や戦争が日本の戦前移民たちの夢や希望をどのように作り替えていったのかという問いに対する答えを注意深く織り込んだものである」と評した。太平洋地域の歴史の専門誌である Pacific Historical Review において、  Evelyn Hu-DeHart は、本書で「歴史の証言としてきちんとしたものが読める」と述べ、本書が「全体への目配りがよくきいていて、非常に読みやすい物語史（ narrative history ）である」と書いた。ただし彼女は、細かいことを言えば、出版済みの一次資料と二次資料をアルファベット順に並べ、出版されていない一次資料には詳細な解説をアーカイヴ記録と共に記載した「良質な文献案内がない」ことが、「もっとも苛立たしい」と言う。さらに彼女は、文中に多数の外国語（日本語、スペイン語、ポルトガル語など）の単語が現れるので、用語集があれば、「もっとわかりやすくなっただろう」と指摘した。 Hu-Dehart はまた、索引に本作が焦点を当てなかった国が載っておらず、そのため本作は完全なものではないと論じる。